# Eduardo Espinoza (Sänger)
Eduardo Espinoza (Francisco Espinoza; * 10. Juli 1958 in Punta Alta) ist ein argentinischer Tangosänger und Schauspieler.

## Leben und Wirken
Espinoza nahm 1970 erstmals an dem von Osvaldo Pugliese geleiteten Wettbewerb der Casa del Tango teil. Zwei Jahre später gewann er diesen Wettbewerb. Seine professionelle Laufbahn begann er 1975 in der Casa de Carlos Gardel, wo er bis 2002 immer wieder auftrat. 1978 nahm er als Gast des Sexteto Mayor die LP Otra noche con vos tango auf. Ein weiteres Album folgte 1982 mit dem Orquesta Osvaldo Pugliese. Mit Horacio Salgán, Jaime Torres und Néstor Marconi trat er 1990 in der Show Imágenes del Tango-Folk im Kulturzentrum La Plaza auf.
In Buenos Aires hatte Espinoza Auftritte u. a. im El Viejo Almacén, im Michelángelo, im Café de los Angelitos (mit Osvaldo Pugliese), im Tango Mío und La Esquina Homero Manzi. 1990 veröffentlichte er sein erstes eigenes Album Eduardo Espinoza Tango e Intérprete. Im Teatro Ópera trat er 1991 mit Néstor Marconite auf. 1994 folgte Espinozas zweites Album Honrar la vida (mit Raúl Garello). Nach Tourneen durch Brasilien, die Sowjetunion, die USA, Kanada und Europa trat Espinoza 1996 in San Francisco in der Show Forever Tango auf. Zwischen 1997 und 2000 gastierte er mit dem Orquesta Nacional de Música Argentina Juan de Dios Filiberto unter Leitung von Osvaldo Piro im Teatro Cervantes. Als Sänger und Schauspieler trat er in Pepito Cibriáns Stück El Jorobado de París auf. Außerdem arbeitet Espinoza auch als Lehrer für Gesangstechnik.